# Маріка брунатна

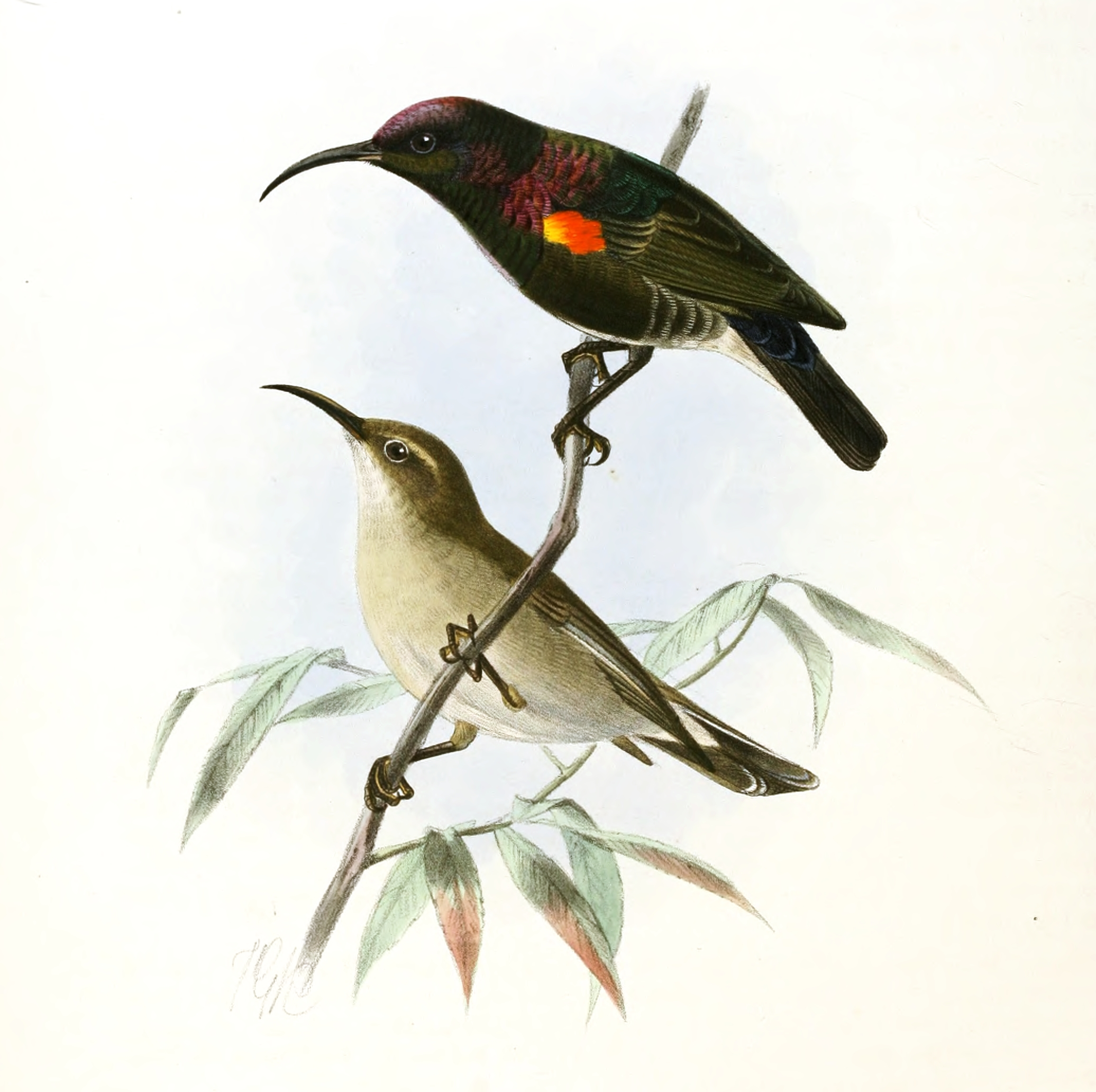
Брунатні маріки

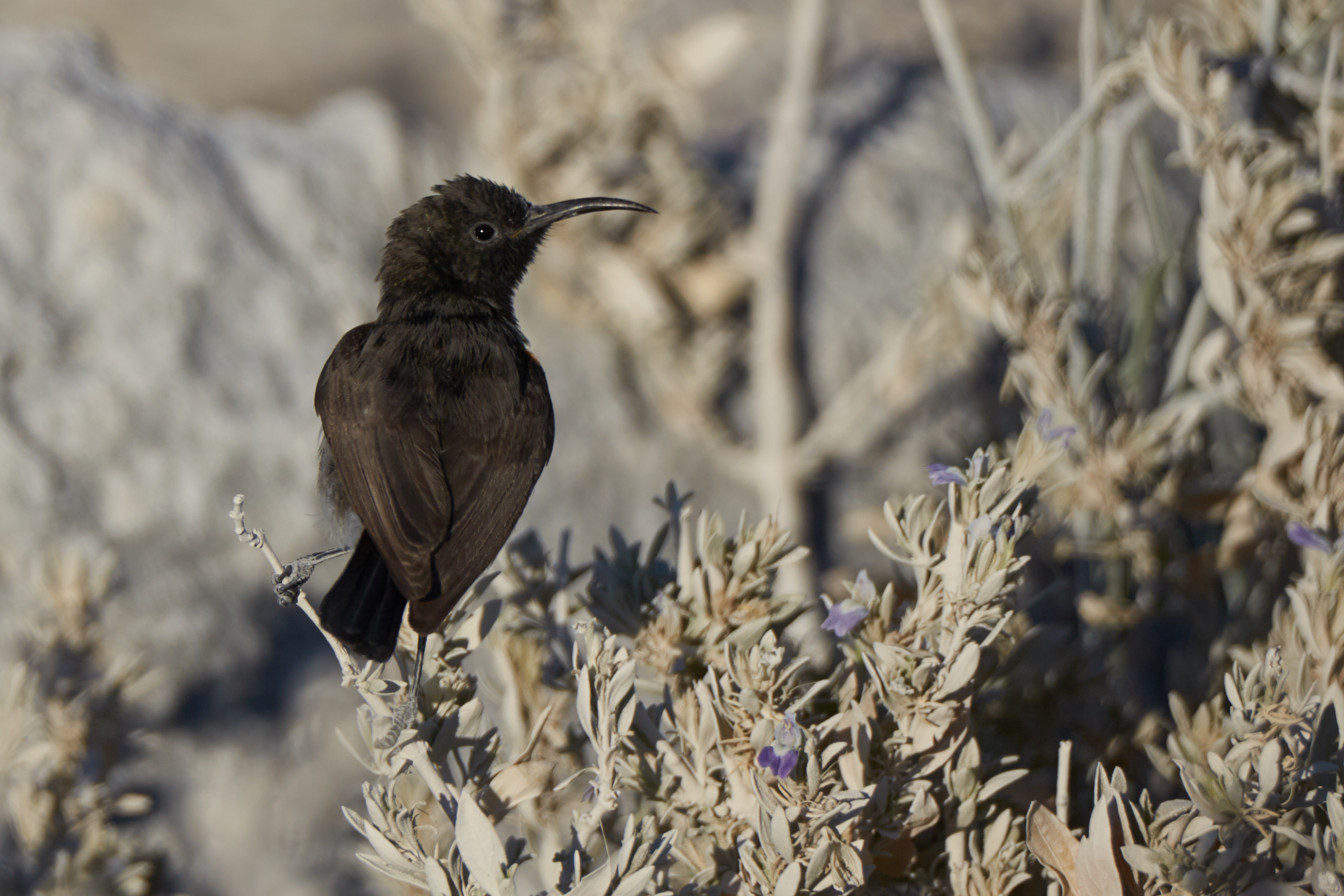
Брунатна маріка (Національний парк Етоша, Намібія)

Ма́ріка брунатна (Cinnyris fuscus) — вид горобцеподібних птахів родини нектаркових (Nectariniidae). Мешкає в Південній Африці.

## Підвиди
Виділяють два підвиди:
- C. f. fuscus Vieillot, 1819 — Намібія, Ботсвана і ПАР;
- C. f. inclusus (Clancey, 1970) — південно-західна Ангола.

## Поширення і екологія
Брунатні маріки мешкають в Анголі, Ботсвані, Намібії і Південно-Африканській Республіці. Вони живуть в сухих саванах і чагарникових заростях кару, на луках, плантаціях і в садах.